# Michael Crawford
Michael Crawford CBE (nascido como Michael Patrick Dumbbell-Smith em 19 de janeiro de 1942 em Salisbury, Wiltshire) é um tenor e ator inglês. É conhecido por atuar no palco em musicais como O Fantasma da Ópera e Barnum, mas ganhou notabilidade com sua atuação na série televisiva Some Mothers Do 'Ave 'Em (pt: Os desastres de Frank Spencer) (1973-78).

## Prêmios e indicações
- Olivier Award de "Melhor Ator em um Musical" por sua atuação no musical Barnum (1981)
- Prêmios por sua atuação n'O Fantasma da Ópera:

Olivier Award de Melhor Ator em um Musical (1986)
Tony Award de Melhor Ator em um Musical (1988)
Drama Desk Award de Ótimo Ator em um Musical (1988)
Outer Critics Circle Award de Melhor Ator em um Musical (1988)
Los Angeles Drama Critics Circle Award de "Conquista Notável no Teatro(Performance Principal)" (1990)
- Prêmios por sua atuação em The Woman in White" (2004):

Prêmio de Ótima Performance de Palco do Variety Club of Great Britain (2004)
"Melhor Ator Coadjuvante em um Musical" - Theatregoers Choice Award votado por internautas no WhatsonStage.com
Indicado para o Olivier Award (2004)

## Trabalhos
- The Woman in White (2004) - Count Fosco
- Dance of the Vampires (2002) - Count Giovanni von Krolock
- The Ghosts of Christmas Eve (2001) — Ele mesmo
- Once Upon a Forest (1993) (voice) — Cornelius
- O Fantasma da Ópera (1986) - Erik, o Fantasma da Ópera
- Barnum (1981) — P.T. Barnum
- Condorman (1981) — Woody Wilkins
- Charlie and Algernon (1979) - Charlie Gordon
- Billy (1974) - Billy
- Alice's Adventures in Wonderland (1972) — Coelho Branco
- Hello-Goodbye (1970) - Harry England
- The Games (1970) — Harry Hayes
- Hello, Dolly! (1969) — Cornelius Hackl
- How I Won the War (1967) — Goodbody
- The Jokers (1967) - Michael Tremayne
- A Funny Thing Happened on the Way to the Forum (1966) — Hero
- The Knack ...and How to Get It (1965) - Colin
- Two Left Feet (1963) - Alan Crabbe
- The War Lover (1962) — Sgt. Junior Sailen
- Two Living, One Dead (1961) - Nils Lindwall
- A French Mistress (1960) - Kent
- Soapbox Derby (1958) - Peter Toms
- Blow Your Own Trumpet (1958) - Jim Fenn

## Discografia

### Álbum
- Songs from the Stage and Screen (1987)
- Michael Crawford Performs Andrew Lloyd Webber (1991)
- With Love/The Phantom Unmasked (1992)
- A Touch of Music in the Night (1993)
- Favorite Love Songs (1994)
- On Eagle's Wings (1998)
- In Concert (1998)
- A Christmas Album (1999)
- The Disney Album (2001)
- The Early Years - MCIFA Members Only Exclusive (2001)
- The Best of Michael Crawford - Australian Release (2002)
- The Very Best of Michael Crawford (2005)

### Trilhas sonoras
- A Funny Thing Happened on the Way to the Forum (1966)
- Hello, Dolly! (1969)
- Billy (1974)
- Flowers for Algernon (1980)
- Barnum (1981)
- Phantom of the Opera (1986)
- Highlights from Phantom of the Opera (1986)
- Once Upon a Forest (1993)
- EFX (1995)
- Woman In White (2004 London Cast) (2004)
- WALL-E (2008) (excertos de Hello, Dolly!)